# チャールズ・ルイス・ファッセル
チャールズ・ルイス・ファッセル（Charles Lewis Fussell、1840年10月25日 - 1909年6月）は、アメリカ合衆国の風景画家である。フィラデルフィアなどで活動し、アメリカ近代美術のパイオニア、トマス・エイキンズの親しい友人であった。

## 略歴
ペンシルベニア州、チェスター郡のWest Vincent Townshipのクエーカー教徒の家に生まれた。フィラデルフィアの高校で学び、この高校の同窓生に、トマス・エイキンズとやはり画家になるウィリアム・サーティンがいた。フィラデルフィアのペンシルベニア美術アカデミーに入学し、ピーター・フレデリク・ロザメルに学び、1861年にはエイキンズもアカデミーに入学してきた。エイキンズとは生涯を通じての友人であり、1860年頃、ファッセルはエイキンズをモデルにして人物画を描き、後年(1905年)、エイキンズはファッセルの肖像画を描いた
。
父親が病気になり、父親の療養のために1868年に家族とニュージャージー州の海岸の町、Sea Isle Cityに移った。父親の病気に良い場所を探すうちに、1870年にコロラドも訪れ、ロッキー山地の風景画も描いた。しばらくしてフィラデルフィアに戻り、家族も1871年にメディアに戻った。この後、ペンシルベニアやニュージャージー、ニューヨークの多くの風景を描いた。1889年にニューヨークに拠点を移し、風景画の製作を続け、1897年にペンシルバニア州メディアに戻り、妹と叔母で博物学者、社会運動家のグレーセアンナ・ルイス(Graceanna Lewis)と暮らした。油彩、水彩、ペン画など様々な作品を描き、1863年から1905年の間にペンシルベニア美術アカデミーの展覧会に38点の作品を出展した。

## 作品

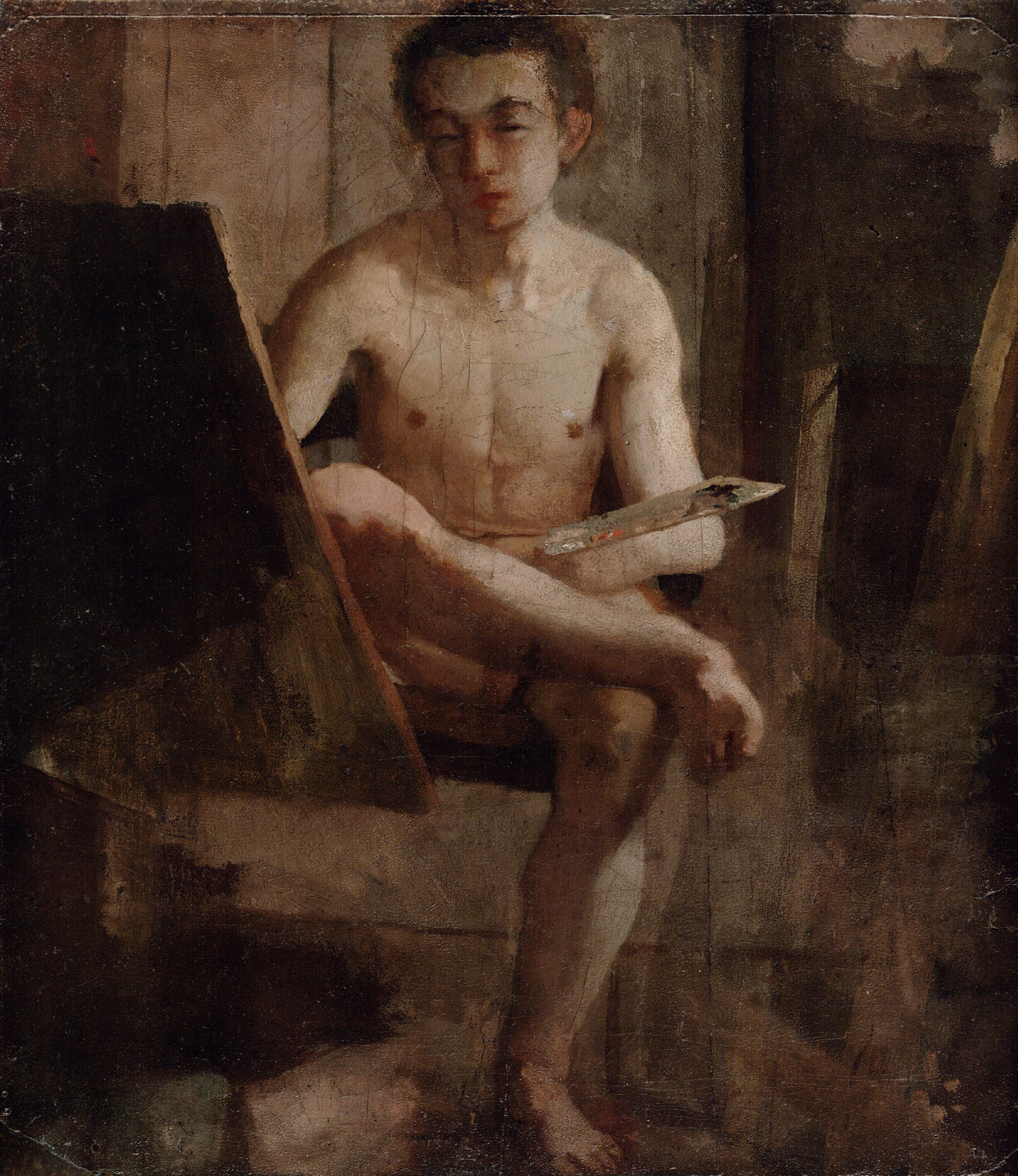
『若い画家(エイキンズ)の肖像画』(1860/1865)
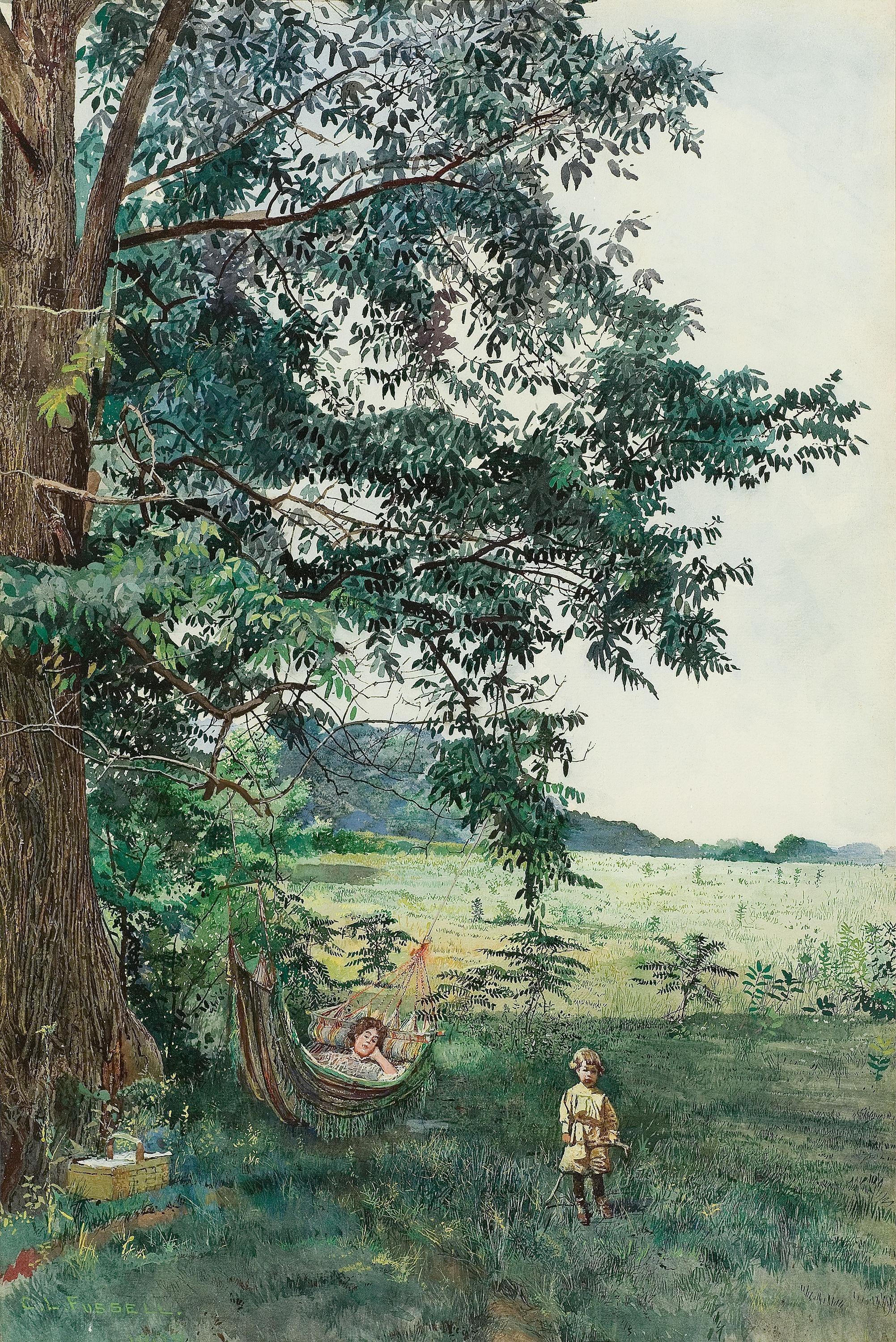
『夏の午後』(水彩)
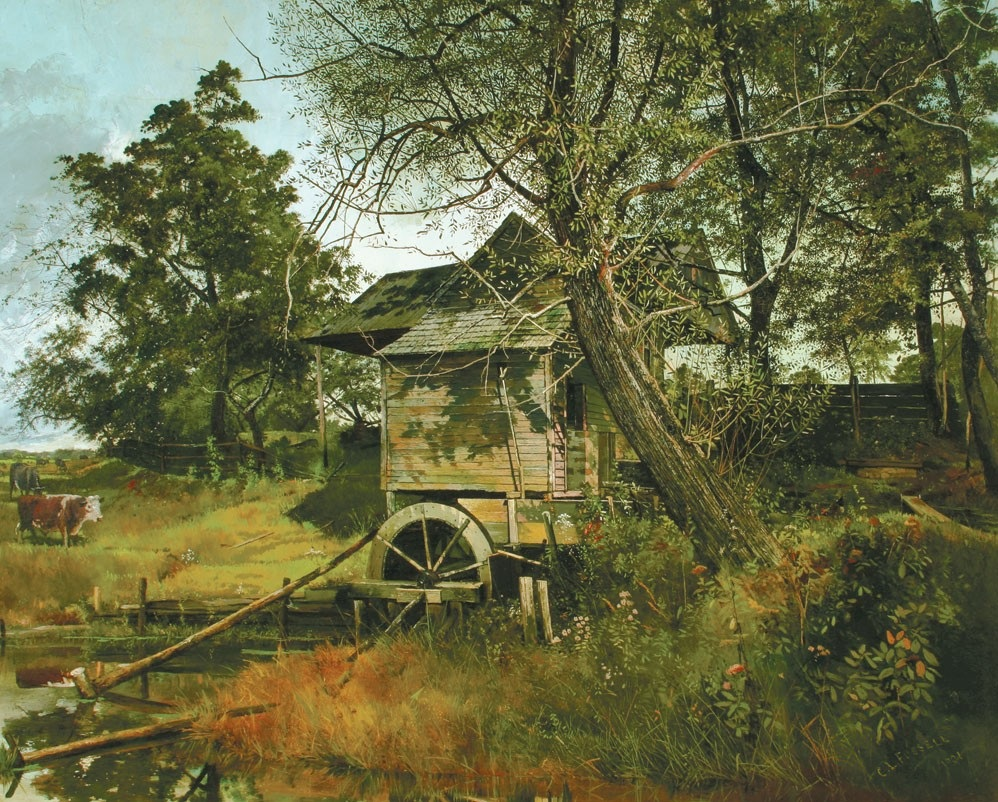
『古い水車小屋』(1901)
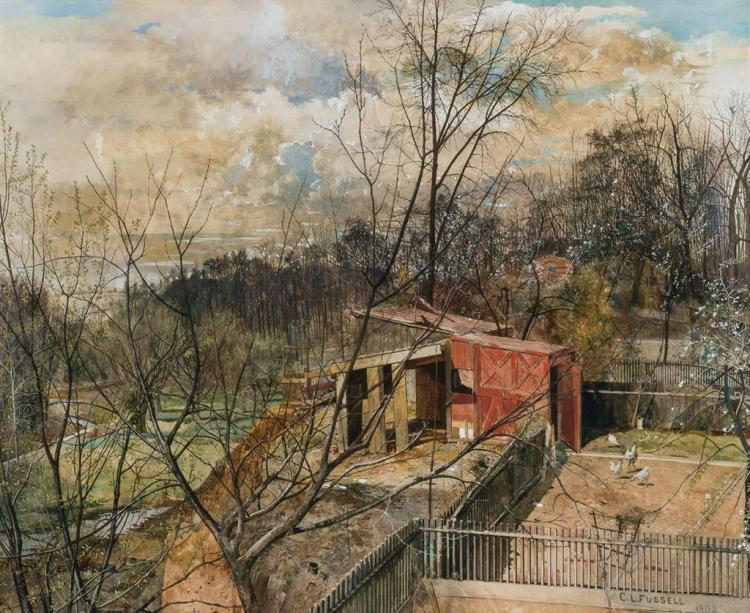
"Spring blossoms"(1902)